# Barrage de Pilchowice

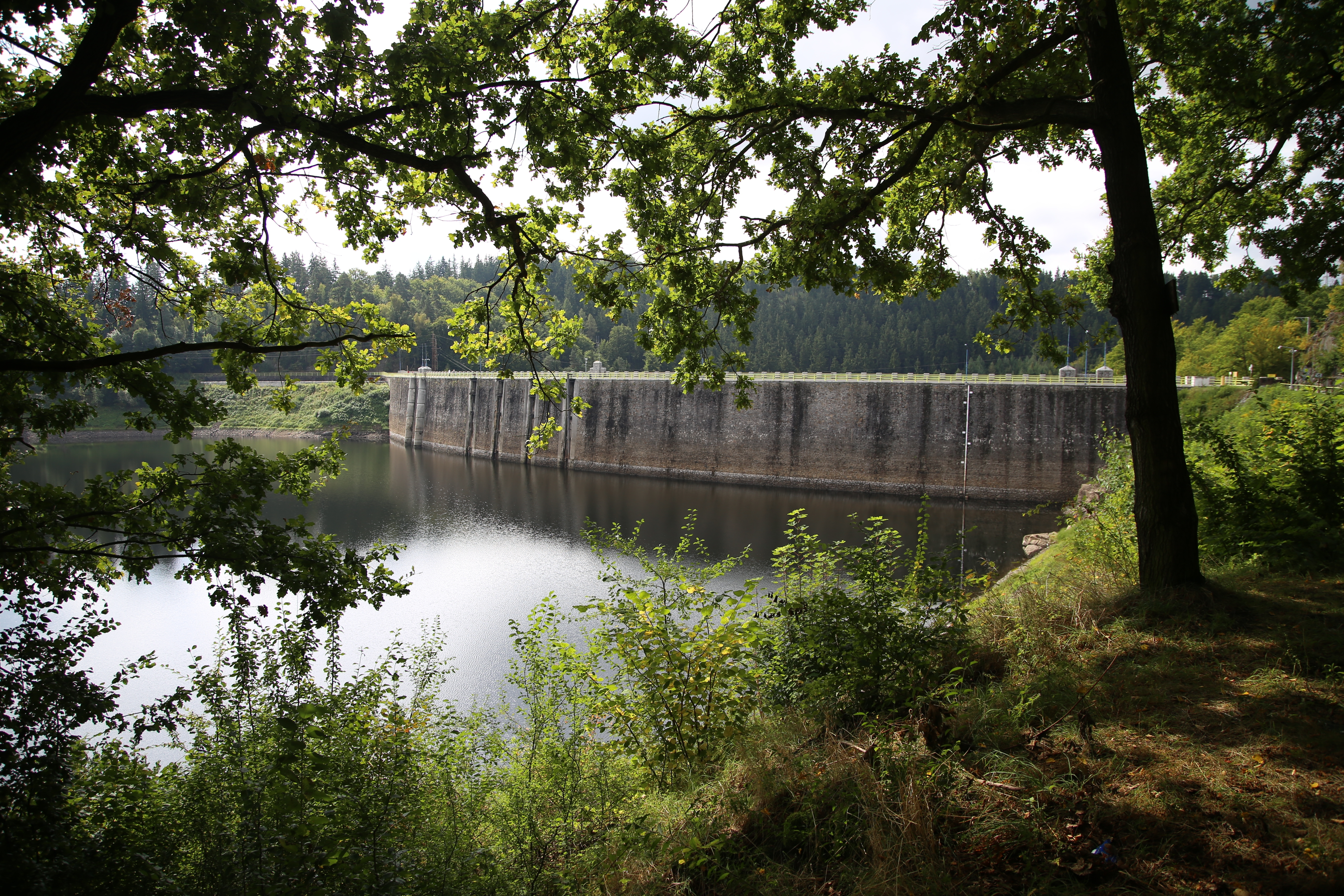
Vue depuis la rive droite de la Bóbr, au-dessus du barrage.

Le barrage de Pilchowice (en allemand : Bobertalsperre Mauer, Talsperre Mauer, aussi Mauertalsperre) est le deuxième barrage qui a été créé en Pologne (après le barrage à Leśna) et le deuxième le plus haut (après Solina) ; de plus, il est le plus haut barrage-voûte en pierre de Pologne. Il est situé à côté du village de Pilchowice. Inauguré en 1912, le barrage a été construit par l’entreprise B. Liebold & Co. AG (Holzminden/Berlin) sous la direction d’Alberto Cucchiero et selon le projet de professeur Otto Intze et de Dr Curt Bachmann.

## Historique
Il a été créé sur la rivière Bóbr entre 1902 et 1912 aux fins de la protection contre les inondations. Après la grande inondation de 1897, le 3 juillet 1900, on a décidé de créer le barrage. Les premiers travaux ont débuté en 1902. En 1904, on a commencé à creuser le canal destiné au drainage de l’eau du chantier de construction. Le canal a 9 m de largeur, 7 m de hauteur et 383 m de longueur. À 152 m de l’entrée, il y a un puits de 45 m avec une écluse en béton qui sert à contrôler la circulation de l’eau (l’écluse fonctionne jusqu’aujourd’hui). Ensuite, on a créé les barrières situées derrière l’entrée et devant la sortie, ce qui a permis de sécher le terrain et de le préparer en vue de la construction. La barrière devant l’entrée existe toujours, mais elle est située sous l’eau. Elle sert de protection contre le transport des roches plus lourdes sur le fond et d’autres éléments qui peuvent constituer un danger pour la barrière. Le 20 juin 1908, il y a eu lieu la cérémonie de la première pierre. En 1906, 1908 et 1909, les eaux élevées ont inondé la fosse de fondation.

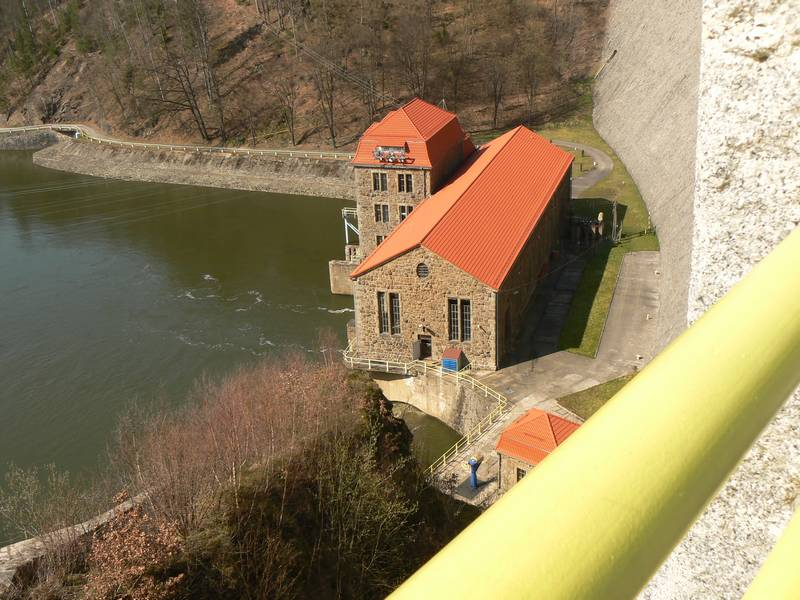
La centrale hydroélectrique

Le barrage, le pont voisin et le chemin de fer de Jelenia Góra à Żagań (Kolej Doliny Bobru) ont été construits entre 1905 et 1906, dans le cadre d’un seul investissement. Le barrage avait des fonctions énergétique, touristique et protectrice contre les inondations, tandis que le chemin de fer donnait accès au barrage. Le barrage avait 62 m de hauteur, 290 m de longueur en haut et 140 m en bas. L’épaisseur des murs était de 50 m en bas et de 7 m en haut. Au moment de l’inauguration, il était le plus grand barrage de pierre et de béton en Europe. La superficie du réservoir (le lac de Pilchowice) était de 240 ha, la profondeur de 46 m[réf. nécessaire] et le volume de 50 millions m3.
L’ouverture officielle a eu lieu le 16 novembre 1912 en présence de l’empereur Guillaume II.

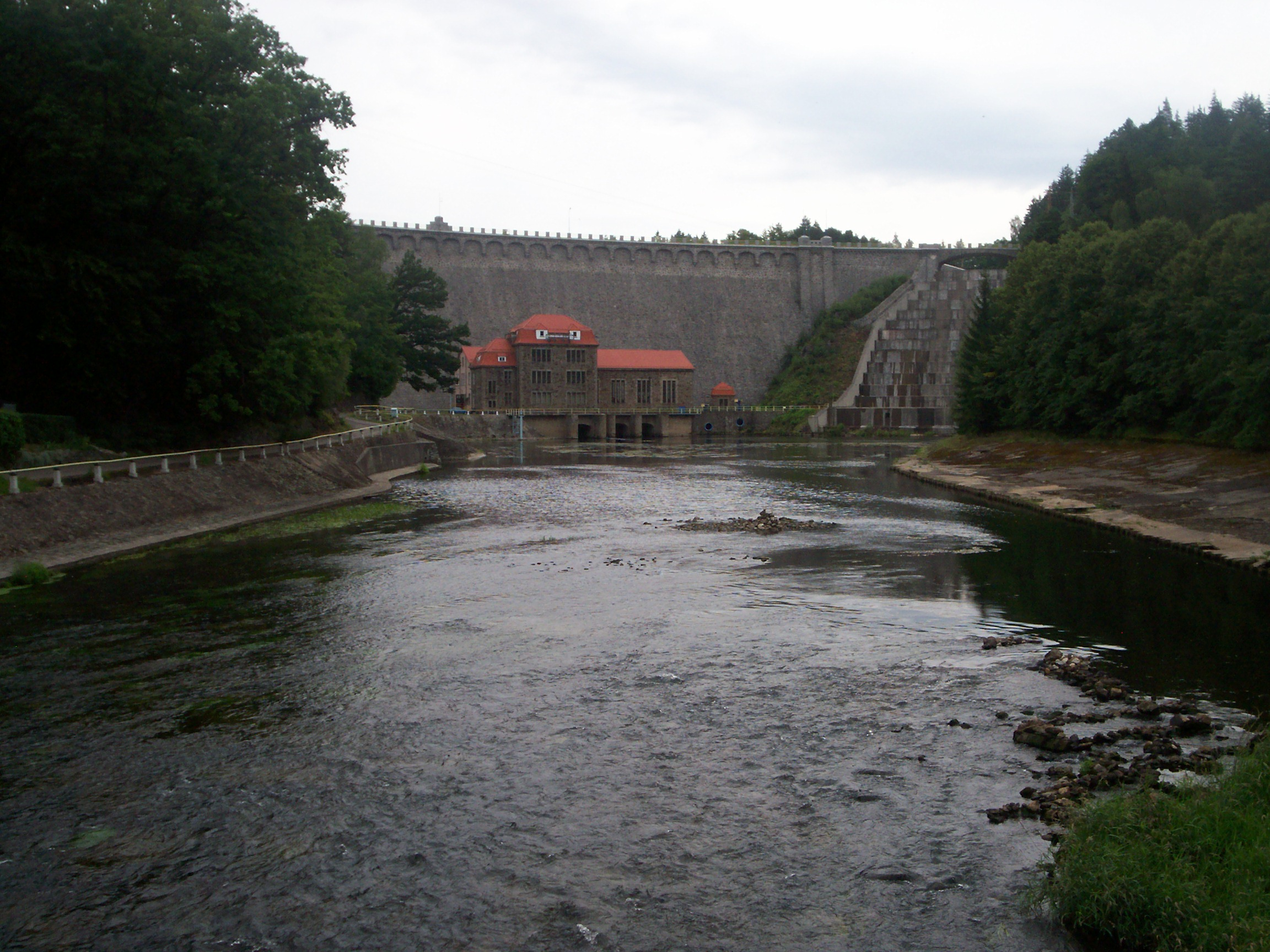
La centrale hydroélectrique et le barrage

Depuis le moment de l’inauguration du barrage, les inondations dans la vallée de Bóbr n’ont eu lieu qu’en 1915, 1926, 1930, 1938, 1958 et 1997. Sur le barrage, on a construit une centrale hydroélectrique équipée en turbines hydrauliques (les turbines Francis et Kaplan) et en générateurs. Au début, il y avait cinq ensembles de turbines et ensuite, depuis 1920, il y en avait six. Après la dernière modernisation de 2013, la capacité de la centrale a augmenté de 7,5 à 13,364 MW grâce à des nouveaux ensembles de turbines. Le barrage de Pilchowice et ses environs ont été représentés dans le jeu vidéo « La disparition d’Ethan Carter ». Son territoire et quelques endroits d’autres régions de la Pologne sont devenus la zone de jeu.